# カジノ・ハウス
『カジノ・ハウス』（原題:The House）は2017年のアメリカ合衆国のコメディ映画である。監督はアンドリュー・ジェイ・コーエン、主演はウィル・フェレルとエイミー・ポーラーが務めた。本作はコーエンの映画監督デビュー作となった。なお、本作は日本国内で劇場公開されなかったが、TSUTAYAが配信を行っている。

## ストーリー
ジョハンセン一家はアレックスが志望するバックネル大学のキャンパスツアーに参加していたが、スコットとケイトは娘の大学生活を不安に覚え、忠告をした。それを聞いたアレックスは自分がどれだけこの大学に通いたいかを話し、その後見事合格を果たした。夫妻は娘の学費を市の奨学金で工面できると思っていた。ところが、市議会議員のシェーファーの一存によって、奨学金制度が廃止されてしまった。
スコットとケイトはあの手この手で娘の学費を工面しようとしたが、試みはどれも失敗に終わった。以前から計画していたラスベガス旅行を断ろうと、近所に住む友人のフランクを訪ねたが、妻に出ていかれ落ち込むフランク相手に断れず、ラスベガスへと向かうことにした。アレックスの学費を稼ごうと3人はルーレットで勝ちを重ねていったが、最後の大負けで儲け分を全て失ってしまった。
失意のうちに帰宅したスコットとケイトに対し、フランクは「ここでカジノを開けば大もうけできる。そうすれば、お前たちは学費を工面できるし、俺は嫁さんに惚れ直してもらえる」などと豪語した。違法であることを知りつつ、スコットとケイトはフランクとカジノを経営することになり、殊の外うまくいった。地元の人たちはこぞって2人のカジノに足を運んだ。しばらくして、フランクは客の一人カールがいかさまをやっているのに気が付いた。3人はカールを別の部屋で拘束し、問い詰めるが彼は「俺のボスはトミー・パプーリだぞ」と得意げに話し、聞く耳を持たなかった。その後、スコットが不可抗力でカールの中指を切断してしまったが、そのお陰でスコットの名前が地元で知れ渡るようになり、カジノの客が増えることになった。
その頃、シェーファー議員はタウンミーティングの出席者が少なくなっていくことを不審に思っていた。チャンドラー警官がシェーファーにフランクたちの怪しげな言動を密告し、その結果、スコットとケイトの裏カジノの存在が明らかになってしまった。議員は逮捕しない代わりに2人が稼いだ金を全て没収し、カジノの閉鎖を命じた。議員の仕打ちに納得できない2人は再びカジノを再開したが、そこにパプーリ率いるマフィアが現れ、アレックスを誘拐しようとした。アレックスを取り戻そうとして、ケイトがパプーリにバーナーで火をつけてしまい、結果としてカジノが全焼してしまった。
学費を工面できなくなったスコットとケイトは、大学に入れてあげられないことをアレックスに詫びるが、チャンドラー警官の協力もあり、シェーファーのオフィスに忍び込み、彼からお金を取り戻すことにした。

## キャスト
- ウィル・フェレル - スコット・ジョハンセン
- エイミー・ポーラー - ケイト・ジョハンセン
- ジェイソン・マンツォーカス - フランク・テオドラキス
- ライアン・シンプキンス - アレックス・ジョハンセン
- ニック・クロール - ボブ・シェーファー
- アリソン・トルマン - ドーン・メイウェザー
- ロブ・ヒューベル - チャンドラー
- ミカエラ・ワトキンス - レイナ・テオドラキス
- ジェレミー・レナー - トミー・パプーリ
- セドリック・ヤーブロー - レジー・ヘンダーソン
- ローリー・スコーヴェル - ジョー・メイウェザー
- レノン・パルハム - マーサ
- アンドレア・サヴェージ - ローラ
- アンディ・バックリー - クレイグ
- カイル・キネイン - ケヴィン・ガーヴェイ
- スティーヴ・ジシス - カール・シャックラー
- サム・リチャードソン - マーティ
- ランドール・パーク - バックラー
- ジェシカ・セント・クレア - レバ

## 製作
2015年2月25日、ニュー・ライン・シネマがブレンダン・オブライエンとアンドリュー・ジェイ・コーエンが執筆した脚本の映画化権を獲得し、ウィル・フェレルを主演に起用すると発表した。6月12日、エイミー・ポーラーが本作に出演することになったと報じられた。16日、ジェイソン・マンツォーカスの出演が決まったとの報道があった。8月28日、ライアン・シンプキンスがキャスト入りした。9月15日、セドリック・ヤーブローが本作に起用されたと報じられた。18日、ロブ・ヒューベルの出演が決まった。21日、アリソン・トルマンとミカエラ・ワトキンスがキャスト入りしたとの報道があった。
当初、マライア・キャリーが本作にカメオ出演する予定だったが、撮影現場での不躾な振る舞いが原因で出演が取りやめとなった。

### 撮影
2015年9月14日、本作の主要撮影がロサンゼルスで始まった。

## 公開・興行収入
当初、本作は2017年6月2日に全米公開される予定だったが、後に公開日は同年6月30日に延期された。
本作は『ベイビー・ドライバー』及び『怪盗グルーのミニオン大脱走』と同じ週に封切られ、公開初週末に1000万ドルから1400万ドルを稼ぎ出すと予想されていたが、実際の数字はその予想を下回るものであった。2017年6月30日、本作は3134館で公開され、公開初週末に872万ドルを稼ぎ出し、週末興行収入ランキング初登場6位となった。この数字はウィル・フェレル主演作としては最低のものとなった。

## 評価
本作は批評家から酷評されている。映画批評集積サイトのRotten Tomatoesには77件のレビューがあり、批評家支持率は18%、平均点は10点満点で3.7点となっている。サイト側による批評家の見解の要約は「『カジノ・ハウス』には面白そうな設定があり、才能ある俳優たちが起用された。しかし、同作はそれらを薄っぺらい登場人物と笑いの足りないストーリーに浪費した。」となっている。また、Metacriticには22件のレビューがあり、加重平均値は30/100となっている。なお、本作のCinemaScoreはB-となっている。